# Oramiella
Oramiella is een geslacht van spinnen uit de  familie van de Agelenidae (trechterspinnen).

## Soort
- Oramiella wisei Forster & Wilton, 1973